# Al-Qaida auf der Arabischen Halbinsel

Situation im Jahr 2015:
Unter Kontrolle von Abed Rabbo Mansur Hadi, dem gewählten Präsidenten des Jemen
Unter Kontrolle der Huthi-Rebellen
Unter Kontrolle von al-Qaida auf der arabischen Halbinsel

Al-Qaida auf der arabischen Halbinsel (arabisch القاعدة في جزيرة العرب, DMG al-Qāʿida fī ǧazīrat al-ʿArab, nach seiner englischen Bezeichnung al-Qaʿida on the Arabian Peninsula meist als AQAP oder QAP abgekürzt) ist ein regionaler Ableger der islamistischen Terrororganisation al-Qaida, der im Januar 2009 aus einer Fusion jemenitischer und saudischer Zweige dieser Organisation hervorging und heute hauptsächlich im südlichen Jemen aktiv ist. Die wichtigsten militärischen Anführer der Gruppe waren bzw. sind Nāsir al-Wuhaischī (1976–2015), Saʿīd ʿAlī asch-Schihrī und Qāsim ar-Raimī (1978–2020).

## Vorgeschichte in Saudi-Arabien
Schon vor der jetzt bestehenden AQAP bestand zwischen 2002 und 2005 eine gleichnamige Organisation in Saudi-Arabien. Sie ging aus einer Gruppe von jungen Muslimen hervor, die sich Ende der 1980er und Anfang der 1990er Jahre regelmäßig in einem Haus in der Umgebung von Riad trafen, das als Bait Schubrā bekannt war. Sie standen den Gelehrten der Sahwa-Bewegung, die ihnen zu politisch waren, kritisch gegenüber und beschäftigten sich vor allem mit den Schriften von Dschuhaimān al-ʿUtaibī, Abū Muhammad al-Maqdisī und bestimmten wahhabitischen Gelehrten des 19. Jahrhunderts. Als eigentlicher Gründer und erster Führer von AQAP gilt der Afghanistan-Kämpfer Yūsuf al-ʿUyairī. Er rekrutierte 1998 die ersten Führungspersönlichkeiten von AQAP wie Chālid al-Hāddsch und ʿAbd al-ʿAzīz al-Muqrin aus seinem Bekanntenkreis. Die eigentliche Gründung von AQAP erfolgte im Jahre 2002 auf Befehl von Osama bin Laden. Mehrere frühere Mitglieder der Bait-Schubrā-Gruppe schlossen sich in den frühen 2000er Jahren der AQAP an.
Nach der amerikanischen Invasion des Irak im Frühjahr 2003 unternahm AQAP eine Serie von Bombenanschlägen gegen westliche Einrichtungen in Saudi-Arabien, die sich bis zum Jahre 2004 fortsetzte. Als Rechtfertigung für ihre Anschläge dienten ihnen die Schriften von Abū Muhammad al-Maqdisī, in denen dieser Saudi-Arabien zu einem ungläubigen Staat erklärt hatte. Die saudischen Behörden konnten aber die terroristischen Aktivitäten der AQAP erfolgreich bekämpfen, Yūsuf al-ʿUyairī wurde am 31. Mai 2004 bei einem Zusammenstoß mit der Polizei in der Nähe von Ha'il getötet. Viele militante Islamisten der AQAP flohen daraufhin in den Jemen. In Saudi-Arabien selbst hörte AQAP schon 2005 auf zu existieren.

## Bekämpfung von AQAP im Jemen seit 2009
Im Jemen war al-Qaida bereits seit den frühen 2000er Jahren aktiv. Anschläge erfolgten im Jahr 2000 auf die Cole, 2008 auf die amerikanischen Botschaft sowie in mehreren Fällen auf ausländische Touristen. Dadurch geriet Jemen international immer mehr unter Druck, gegen al-Qaida vorzugehen. Nachdem sich der saudische und der jemenitische Zweig von al-Qaida im Januar 2009 unter dem Namen AQAP zusammengeschlossen und zu dem gescheiterten Versuch der Sprengung des Northwest-Airlines-Flug 253 im Landeanflug auf Detroit bekannt hatte, kam es zu einem erheblichen amerikanischen Engagement bei Operationen gegen die Organisation, die nun ihr Hauptzentrum im Jemen hatte. Dazu gehörten Ausbildung, Austausch nachrichtendienstlicher Erkenntnisse mit der jemenitischen Regierung und die Entsendung „mehrerer Dutzend Truppen“ aus dem Joint Special Operations Command. Ende 2009 intensivierte auch die jemenitische Regierung ihren Kampf gegen AQAP.
Die Oberkommandierenden der jemenitischen Streitkräfte waren die Präsidenten Ali Abdullah Saleh und Ali Mohammed Mudschur. Insgesamt kämpfen bis zu 10.000 jemenitische Soldaten mit einigen dutzend amerikanischen Streitkräften gegen 300 islamistische Terroristen. Insgesamt wurden über 85 Personen auf der Seite der jemenitischen Regierung getötet. Höchstens 105 al-Qaida-Kämpfer sind seit Ausbruch des Konflikts getötet worden. Dagegen sind mindestens 45 Zivilisten umgekommen.

### Chronologie
- 17. Dezember 2009: jemenitische Land- und Luftstreitkräfte führten Razzien durch in Sana'a (13 Verhaftungen), Arhab (4 Tote und 4 Verhaftungen) und einem angeblichen Trainingslager in al-Maajala, Abyan (24–30 Tote).[18]
- 24. Dezember 2009: Jemenitische Sicherheitskräfte starteten einen Luftangriff gegen ein mutmaßliches al-Qaida-Treffen in Schabwa und töteten rund 30 Personen. Berichten zufolge war Anwar al-Awlaki[19] ein Ziel des Angriffes.
- 4. Januar 2010: Jemenitische Sicherheitskräfte töteten zwei mutmaßliche Militante nördlich der Hauptstadt.[20]
- 6. Januar 2010: Jemenitische Truppen verhafteten drei mutmaßliche al-Qaida-Kämpfer.[21]
- 13. Januar 2010: Der mutmaßliche Anführer einer al-Qaida-Zelle in Jemen, Abdullah Mehdar, wurde im Gouvernement Schabwa von Streitkräften während eines Schusswechsels mit Sicherheitskräften getötet.[22]
- 14. Januar 2010: Laut einer Stellungnahme jemenitischer Sicherheitskräfte tötete ein Luftschlag der jemenitischen Armee sechs mutmaßliche al-Qaida-Kämpfer.[23]
- 15. Januar 2010: Jemenitische Sicherheitskräfte durchkämmten zerklüftete Berge mit Hilfe von Hubschraubern und jagten rund 25 mutmaßliche al-Qaida-Kämpfer.[24]
- 17. Januar 2010: Eine radikal-islamistische Gruppe behauptete, somalische und jemenitische al-Qaida-Kämpfer würden die Kampfplätze tauschen. Dieser Austausch von Kämpfern zeige die enge Verbindung beider Länder, behauptete ein al-Schabab-Sprecher.[25]
- 20. Januar 2010: Die jemenitische Luftwaffe bombardierte das Haus eines mutmaßlichen al-Qaida-Führers, Ayed al-Schabwani.[26]
- 21. Januar 2010: Um „terroristische Infiltrationen“ zu stoppen, entschieden jemenitische Behörden, nur noch Visa durch die jeweiligen Botschaften ausstellen zu lassen. Die Praxis der Erteilung von Visa an Ausländer bei der Einreise wurde eingestellt.[27]
- 8. Februar 2010: Der lokale al-Qaida-Führer Said Ali al-Schahri veröffentlichte eine Online-Audio-Mitteilung mit dem Aufruf zum Dschihad auf der Arabischen Halbinsel.[28]
- 16. März 2010: Provinz Abyan: Zwei al-Qaida-Kämpfer wurden durch Luftangriffe der jemenitischen Luftwaffe getötet.[29]
- 2011: US-Kampfdrohnen töteten für al-Qaida kämpfende US-Staatsbürger im Jemen, darunter Anwar al-Awlaki.
- Im Januar 2012 eroberten al-Qaida-Kämpfer unter Führung von Tareq al-Dahab die Stadt Rada'a und zogen nach einer Woche wieder ab.[30]
- 10. September 2012: Jemenitische Truppen meldeten (wie schon im Dezember 2009) fälschlicherweise den Tod des örtlichen al-Qaida-Führers Said Ali al-Schahri.[31] Tatsächlich wurde al-Schahri offenbar im Dezember 2012 bei einem Drohnenangriff tödlich verletzt und im Januar 2013 für tot erklärt.[32]
- 12. Dezember 2013: Ein US-Drohnenangriff in Rada'a tötete zwischen neun und 12 Militante. Das eigentliche Ziel des Angriffs, Schawqi Ali Ahmad al-Badani, entkam verwundet.[33]
- 26. Februar 2023: Hamad bin Hamud al-Tamimi sei laut Aqap bei einem Drohnenangriff auf sein Haus im Norden des Jemen getötet worden.[34]

Neben dem landesweiten Kampf gegen die sunnitische al-Qaida in mehreren Provinzen kämpfen im Nordjemen auch schiitische Aufständische, und im Süden erhalten Separatisten Zulauf, siehe Südjemen-Aufstand.

## Anschlag auf Charlie Hebdo
Im Januar 2015 bekannte sich die al-Qaida auf der arabischen Halbinsel im Jemen zum Terroranschlag auf das Redaktionsbüro von Charlie Hebdo am 7. Januar 2015.